# Mouchy (divadelní hra)

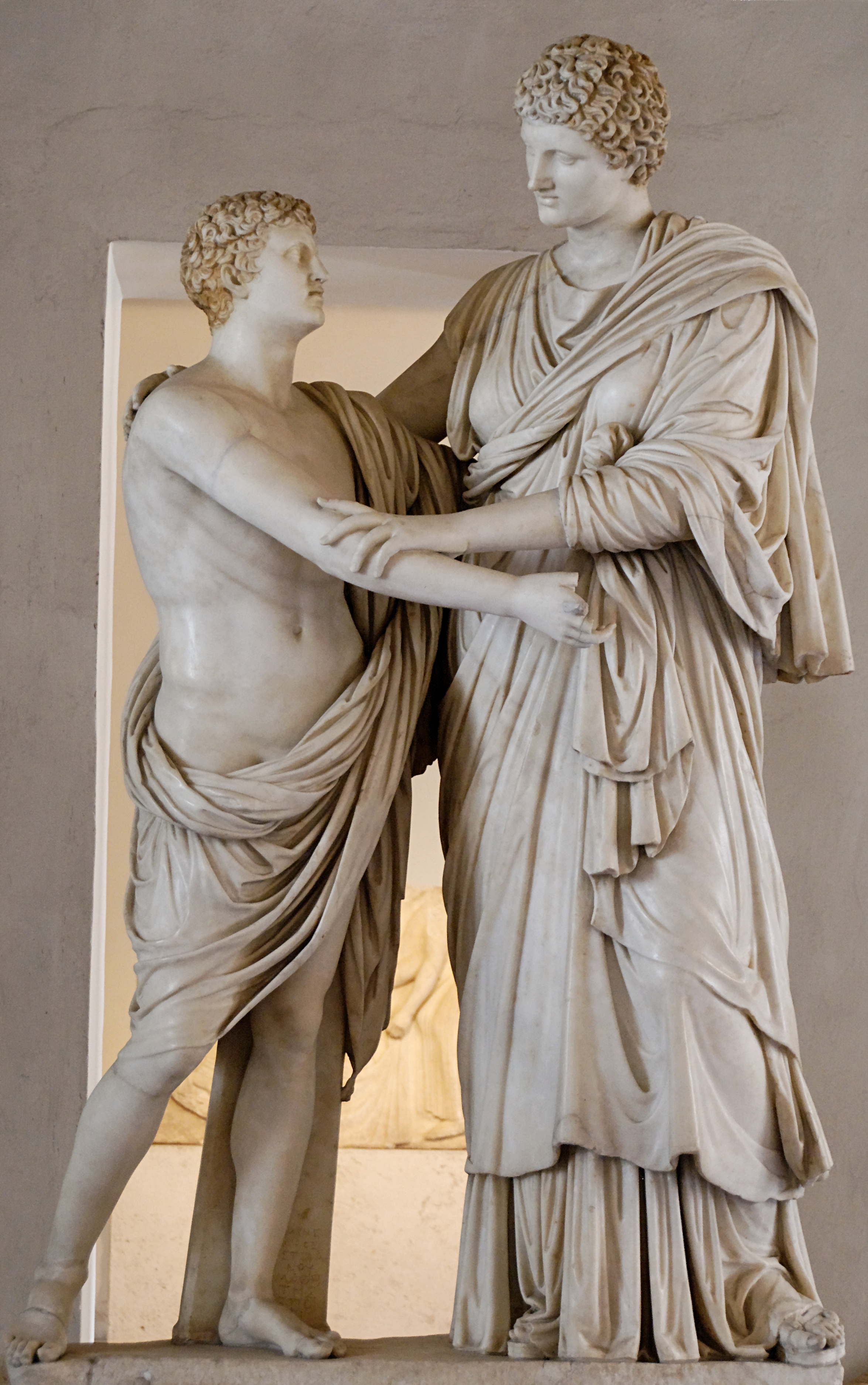
Orestes a Elektra

Mouchy (francouzsky Les Mouches) je jedno z nejvýznamnějších dramatických děl francouzského filozofa a spisovatele 20. století Jeana-Paula Sartra. Hra vznikla během nacistické okupace Francie, za druhé světové války, a poprvé byla uvedena v roce 1943. Dílo je alegorií na odpor proti útlaku. Jde o existenciální drama o třech dějstvích pojednávající o lidské svobodě, která se pojí s odpovědností a vinou. Sartre zde zpracovává antický námět, jedná se o parafrázi Sofoklova díla Elektra. Ve skutečnosti je to však drama moderního člověka, který si uvědomuje sílu i závaznost lidské svobody a také to, že spravedlnost je ryze lidská záležitost, k níž člověk nepotřebuje žádného boha. Orestova cesta představuje hluboké existenciální poselství, že skutečná svoboda existuje v přijetí plné odpovědnosti za svá rozhodnutí a v odolávání vnějším tlakům, které se snaží určovat naše životy.

## Děj
Hra se odehrává ve starověkém městě Argos, které je pod kletbou. Vzduch je plný much, které představují přetrvávající vinu a smutek, který pohlcuje obyvatele města žijící v neustálých výčitkách svědomí za vraždu svého bývalého krále Agamemnona. Ten byl zabit svou manželkou Klytaimnestrou a jejím milencem Aigisthem, který se stal králem. Aigisthos používá tuto kolektivní vinu k ovládání obyvatelstva a vynucuje si každoroční období smutku a pokání nazvané Den mrtvých mužů. V tento moment se sem po mnoha letech vrací Orestes, odcizený syn Agamemnona a Klytaimnestry a bratr Elektry, v přestrojení za cestovatele. Zpočátku si není vědom svého původu, ale brzy zjistí, kým je. Stává se zde svědkem drsných rituálů tyranské vlády. Elektra truchlí nad smrtí svého otce a touží po pomstě. Jupiter, král bohů, se snaží zmanipulovat Oresta, aby přijal předepsanou roli mstícího se syna a budoucího vládce. Orestes odmítá, stýká se s vychovatelem a začíná chápat svou existenciální svobodu a váhu svých rozhodnutí. Rozhodne se jednat podle svého vlastního chápání spravedlnosti a svobody nevázán bohem ani lidskými zvyklostmi. Zabíjí Klytaimnestru a Aigistha, čímž osvobodí sebe i Elektru od rodových kleteb. Poté se ale musí postavit běsům starověkých božstev ztělesňujících vinu a pomstu. Orestes je uzná jako vnější projekci vlastního vědomí a odmítá se jimi nechat ovlivnit. Přijetím své viny a důsledků svých činů se stává skutečně svobodným, protože si své činy zvolil, aniž by se podvolil vnějšímu nátlaku. Orestes vyzývá lid Argosu, aby učinil totéž. Obyvatelé jsou však nepoddajní a bojí se odpovědnosti, kterou svoboda obnáší a zůstávají ve svém pohodlí a smutku otroky své viny. Ani Elektra to není schopna unést. Znovu se tedy podrobuje represivnímu režimu. Orestes zavrhnut sám město opouští. Jupiterův vliv slábne, a stahuje se proto na horu Olymp. Svoboda je pro Oresta nakonec hořkosladká – osvobozuje, ale i tíží.

## Přijetí díla a interpretace
Obsah díla je díky tvůrčímu vlivu existenciální filozofie velmi komplexní a je poměrně obtížné mu porozumět. Autor v díle proměňuje prastarou představu osudu v myšlenku svobody. Mění antického Oresta z člověka, jenž je přinucen stát se vinným, v člověka, který se chce stát vinným. Svobodně volí svůj čin, aby vyčnívala samotná myšlenka svobody. Orestes nezabíjí proto, že by byl zavázán provést krevní mstu či naplnit proroctví. Zabíjí proto, že Klytaimnestra a Aigisthos spáchali hřích proti svobodě tím, že podněcovali u poddaných úzkost a vinu, jež jsou právě tím, co činí člověka nesvobodným. Hra zřejmě mohla morálně ospravedlnit špatné svědomí těch, kteří se dopustili útoků na okupanty.
Důvod pro použití mýtu není pouze skrytí pro oklamání cenzury, jak se na první pohled může zdát. Specifická povaha mýtu vytváří možnost oslovit obecná a zároveň aktuální témata. Díky tomu a díky důrazu na pojem nevyhnutelnosti svobody mohl Sartre dodat angažovanému charakteru své existencialistické svobody specifickou politickou a soudobou konotaci. Sartrovo pojetí svobody vychází z existencialismu (existence předchází esenci – člověk není určen žádným účelem ani důvodem, který by ho předcházel). Slovo svoboda se v textu objevuje nápadně často a má ontologický, ale i morální význam. Člověk si musí neustále uvědomovat svou svobodu pro sebe i pro druhé. Orestův pokus o to, aby si občané uvědomili možnost realizovat svou svobodu, lze bezpochyby interpretovat jako morální apel. Svou svobodu musí ale uchopit a uvědomit si sami. Obyvatelé zde zcela pasivně podléhají moci. Podle existencialistického myšlení je člověk povinen dávat smysl svému životu a neustále realizovat svobodu.
Co se týče přijetí díla, hra se ze strany publika setkala s velkým odporem. Objevily se dva pohledy. Na jedné straně stála většina tisku, která posuzovala hru povrchně a negativně hodnotila dramatickou a estetickou podobu. Jakýkoli filozofický, morální či politický výklad pro ně zůstával stranou. Druhá část obecenstva vnímala filozofický výklad, zejména v odkaze na obecnou tragickou situaci moderního člověka. Přijetí hry záviselo také na rozdílu mezi sledováním představení a čtením jeho textu. Dá se předpokládat, že většina diváků text hry nečetla a že neznala ani základní principy filozofie. Zde byl rozsah filozofie skutečně složitý. Ačkoliv se ukázalo, že většina lidí ve hře nevnímala obsah odporu, nelze říci, že by bylo dílo Mouchy bezproblémové a konformní. Přestože se hra za okupace hrála, Sartre po válce prohlásil, že ve hře skutečně apeluje na odpor.